# Spermacoce everistiana
Spermacoce everistiana är en måreväxtart som beskrevs av Francis Raymond Fosberg. Spermacoce everistiana ingår i släktet Spermacoce och familjen måreväxter. Inga underarter finns listade i Catalogue of Life.